# Frank Fenton
Frank Fenton né à Hartford (Connecticut) le 9 avril 1906 et mort à Los Angeles (Californie) le 24 juillet 1957 est un acteur et un scénariste américain à succès d'Hollywood. Il a commencé sa carrière en tant qu'acteur à New York et à Londres. Puis dans les années 1930, il a entamé une carrière de scénariste.

## Filmographie partielle

### Comme acteur
- 1942 : La Marine triomphe (The Navy Comes Through) de A. Edward Sutherland
- 1943 : L'Île des péchés oubliés (Isle of Forgotten Sins) de Edgar G. Ulmer : Jack Burke
- 1943 : L'Étrangleur (Lady of Burlesque) de William A. Wellman
- 1944 : Le Grand Boum (The Big Noise) de Malcolm St. Clair
- 1944 : Les Saboteurs (Secret Command) de A. Edward Sutherland
- 1944 : Destiny de Reginald Le Borg
- 1945 : This Man's Navy de William A. Wellman
- 1945 : Épousez-moi, chérie ! (Hold That Blonde!) de George Marshall
- 1948 : Deux Nigauds toréadors (Mexican Hayride) de Charles Barton
- 1948 : Bodyguard de Richard Fleischer
- 1949 : La Brigade des stupéfiants de László Benedek : G.W. Wyley
- 1949 :  Face au châtiment (The Doolins of Oklahoma) de Gordon Douglas
- 1949 : Le Pigeon d'argile (Clay Pigeon) de Richard Fleischer
- 1953 : Aventure dans le Grand Nord (Island in the Sky) de William A. Wellman
- 1956 : Légitime Défense (Gun the Man Down) d'Andrew McLaglen
- 1956 : Les Collines nues (The Naked Hills) de Josef Shaftel (en)

### Comme scénariste
- 1935 : Dinky de D. Ross Lederman et Howard Bretherton
- 1938 : Mon oncle d'Hollywood (Keep Smiling) de Herbert I. Leeds
- 1941 : Le Faucon gentleman détective (The Gay Falcon) d'Irving Reis
- 1943 : They Got Me Covered de David Butler
- 1944 : Le Grand Boum (The Big Noise) de Malcolm St. Clair
- 1947 : La Chanson des ténèbres (Night Song) de John Cromwell
- 1950 : L'étranger dans la cité (Walk Softly, Stranger) de Robert Stevenson